# محمدحسین اخوی
محمدحسين اخوی سیاست‌مدار ایرانی بود، که در  دوره بیست و سوم  به‌عنوان نماینده قائمشهر در مجلس شورای ملی حضور داشت.